# Langley (Kent)
Pour les articles homonymes, voir Langley.
Langley est une paroisse civile et un village du Kent, en Angleterre.